# GENUS
GENUS je životopisný dokumentární seriál České televize, který se vysílá od roku 1995. Celkem bylo v týdenních odstupech odvysíláno 99 dílů, které popisovaly životy celkem 102 osobností.

## Vznik pořadu
Pořad vznikl jako volné pokračování GEN – Galerie elity národa, když jeho autoři zjistili, že pouhých sto jmen je nedostatečný počet pro zachycení reálného stavu potence českého národa. GENUS má stejnou stopáž, jako jeho myšlenkový předchůdce, ale byl mu vyhrazen pozdější vysílací čas – kolem 21:45 na ČT1. Z důvodu alternativnějšího a širšího výběrů osobností zobrazených v jednotlivých částech, a také z toho důvodu, že formát pořadu už byl pevně ukotven na obrazovkách veřejnoprávní televize, byl tento cyklus také přijat mnohem vlídněji. Cykly GENUS a GEN, prokázaly životaschopnost dokumentárních pořadů na obrazovce svobodné televize, poskytly uměleckou příležitost mnoha zapomenutým a opomíjeným tvůrcům a nezřídka napravily i historické křivdy, spáchané nejen na lidech, které zobrazovaly, ale i na lidech, kteří se podíleli na jejich tvorbě.

## Přehled jednotlivých dílů pořadu
Seznam převzat ze stránek www.febio.cz
- Josef Švejcar – pohledem Fera Feniče
- Eduard Haken – pohledem Věry Chytilové
- Ljuba Hermanová – pohledem Jana Špáty
- Olbram Zoubek – pohledem Heleny Třeštíkové
- Marie Tomášková-Dytrychová – pohledem Hany Pinkavové
- Gustav Brom – pohledem Václava Křístka
- Stanislav Bernard – pohledem Jána Sebechlebského
- Tomáš Edel – pohledem Zděnka Potužila
- Jiří Bárta – pohledem Jana Špáty
- Miroslav Plzák – pohledem Petra Zelenky
- Ilja Hurník – pohledem Jiřího Střechy
- Jiří Reinsberg – pohledem Andrey Majstorovič
- Dagmar Hochová – pohledem Olgy Sommerové
- František Vláčil – pohledem Karla Smyczka
- Jaroslav Foglar – pohledem Petra Kotka
- Miloš Kopecký – pohledem Jaromila Jireše
- Karel Lewit – pohledem Karla Smyczka
- Jiří Hanzelka a Miroslav Zikmund – pohledem Hany Pinkavové
- Lída Baarová – pohledem Otakara Vávry
- Jarmila Kratochvílová – pohledem Miry Erdevičky
- Michal Viewegh – pohledem Jana Hřebejka
- Emil Zátopek – pohledem Mateje Mináče
- Jiří Gruša – pohledem Josefa Platze
- Martin Penc – pohledem Aleny Činčerové
- Jan Kaplický – pohledem Marie Šandové
- Jaroslav Svoboda – pohledem Petra Ruttnera
- Jan Milíč Lochman – pohledem Bernarda Šafaříka
- Zdeněk Fejfar – pohledem Zdeňka Kopáče
- Otakar Vávra – pohledem Jitky Němcové
- Nady Shakti – pohledem Marie Šandové
- Aleš Lebeda – pohledem Víta Hájka
- František Kožík – pohledem Čeňka Duby
- Jitka a Květa Válovy – pohledem Ester Krumbachové
- Vlasta Průchová – pohledem Ireny Gerové
- František Šťastný – pohledem Jiřího Věrčáka
- Jiří Sovák – pohledem Simony Oktábcové
- Václav Chaloupka – pohledem Viktora Polesného
- Vlastimil Harapes – pohledem Andrey Majstorovič
- Otakar Motejl – pohledem Věry Chytilové
- Karel Steigerwald – pohledem Olgy Sommerové
- Miroslav Horníček – pohledem Jana Špáty
- Mnislav Zelený Atapana – pohledem Martina Štolla
- Břetislav Pojar – pohledem Mateje Mináče
- Ota Ornest – pohledem Ester Krumbachové
- Dagmar Pecková – pohledem Viktora Polesného
- Jiří Sopko – pohledem Věry Chytilové
- Ferdinand Knobloch – pohledem Zdeňka Podskalského mladšího
- Jiřina Jirásková – pohledem Ireny Pavláskové
- David Flusser – pohledem Zeno Dostála
- Iva Janžurová – pohledem Olgy Sommerové
- Zdeněk Sekanina – pohledem Víta Hájka
- Lída Rakušanová – pohledem Heleny Třeštíkové
- Karel Loprais – pohledem Aleny Činčerové
- Miloš Kirschner – pohledem Martina Štolla
- Jan J. Opplt – pohledem Martina Vadase
- Petr Tučný – pohledem Jána Sebechlebského
- Zdeněk Veselovský – pohledem Simony Oktábcové
- Ivan Steiger – pohledem Jiřího Datla Novotného
- Petr Weigl – pohledem Zdeňka Trošky
- František Koukolík – pohledem Dušana Trančíka
- Jiří Bělohlávek – pohledem Jana Špáty
- Jan Graubner – pohledem Hany Pinkavové
- Adolf Born – pohledem Mateje Mináče
- Otto Jelinek – pohledem Jiřího Střechy
- Jiří Louda – pohledem Miry Erdevički
- Milan Machovec – pohledem Jana Špáty
- Eva Pilarová – pohledem Andrey Majstorovič
- Karel Nepraš – pohledem Jaroslava Brabce
- Jiřina Šiklová – pohledem Heleny Třeštíkové
- Pavel Kühn – pohledem Jaroslava Hovorky
- Karel Čáslavský – pohledem Heleny Třeštíkové
- Vladimír Kopecký – pohledem Pavla Kouteckého
- Alfréd Kocáb a Darja Kocábová – pohledem Michaela Kocába
- Karel Kachyňa a Alena Mihulová – pohledem Jana Špáty
- Zdeněk Matějček – pohledem Marie Šandové
- Josef Hiršal – pohledem Ireny Gerové
- Jaroslav Skála – pohledem Jiřího Datla Novotného
- Jiří Stránský – pohledem Ondřeje Trojana
- Ivan Vyskočil – pohledem Martina Dostála
- Adriena Šimotová – pohledem Jaroslava Brabce
- Jan Nedvěd – pohledem Romana Vávry
- Radovan Lukavský – pohledem Martina Štolla
- Vladimír Mišík – pohledem Jana Hřebejka
- Václav Pačes – pohledem Aleny Činčerové
- Dominik Hašek – pohledem Jana Hřebejka
- Jiří Kolář – pohledem Juraje Johanidese
- Alexandr Čejka – pohledem Ondřeje Havelky
- Zdeněk Johan – pohledem Zdeňka Podskalského mladšího
- Luděk Bukač – pohledem Olgy Sommerové
- Radana Königová – pohledem Hany Pinkavové
- František Šmahel – pohledem Mateje Mináče
- Vladimír Renčín – pohledem Jana Špáty
- Jan Kačer – pohledem Jany Hádkové
- Martin Doktor – pohledem Jána Sebechlebského
- Pavel Šmok – pohledem Terezy Kopáčové
- Marta Kubišová – pohledem Jana Němce
- Věra Čáslavská – pohledem Olgy Sommerové
- Stella Zázvorková – pohledem Františka Filipa
- Jiří Hubač – pohledem Jaromila Jireše